# Teodosio Vesteiro
Teodosio Vesteiro Torres (Vigo, 11 de junio de 1847 — Madrid, 12 de junio de 1876) fue un  periodista, escritor y profesor de música español.

## Biografía
Sus padres fueron Juan María Vesteiro Barbeito, oficial de infantería, natural de Lugo, y Antonia Torres Fernández, natural de La Coruña. Ingresó en el Seminario de Tuy en 1860, donde ocupó una cátedra de Humanidades y fue bibliotecario, clasificando y ordenando los más de 6.000 libros allí existentes. Comenzó a escribir en el Boletín Eclesiástico del Obispado de Tuy. Fue vicepresidente de la sociedad La Juventud Católica del Miño, redactor de La Juventud Católica de Tuy y director de la orquesta de la Catedral de Santa María de Tuy. En 1871 abandonó los estudios eclesiásticos y se trasladó a Madrid donde trabajo como profesor de música, residiendo en casa de sus primos Lorenzo Quintero y Emilia Calé y Torres.
Colaboró en El Heraldo Gallego (Orense), Revista Galaica (Ferrol), La Concordia y La Caridad-El desengaño (Vigo). En 1875 fundó en Madrid la asociación La Galicia Literaria, de la que, años después, tomó su nombre la publicación Galicia Literaria. Escribió en español y la mayoría de sus obras siguen la temática y corriente galleguista.
Después de destruir sus trabajos de juventud, se suicidó frente al Museo del Prado, en un lugar que llamaban Salón del Prado, disparándose un tiro con un revólver en la madrugada del 12 de junio de 1876. Dejó dos cartas de despedida: una a Manuel Curros Enríquez y otra a Valentín Lamas Carvajal.

## Reconocimientos
Después de su muerte, en la publicación O Tio Marcos d'a Portela, se incluyó un librito de veinte páginas titulado, Coroa de morte 'o inspirado escritor é doce poeta gallego Teodosio Vesteiro Torres; también el El Heraldo Gallego publicó en 1877 el libro Corona fúnebre á la memoria del inspirado escritor y poeta gallego Teodosio Vesteiro Torres, donde colaboraron Valentín Lamas Carvajal; José M. Hermida; Emilia Calé Torres de Quintero; Eduardo Álvarez Pertierra; A. J. Pereira; Emilia Pardo Bazán; Alfredo Vicenti; José Tresguerras y Melo; Pastora Guerrero; José María Montes; Nicolás Taboada Fernández; Juan Neira Cancela y Rafael Bugallal. El ayuntamiento de Vigo le dedicó un parque (Poeta Vesteiro Torres) en el barrio de Coia.
El personaje de Teodosió Vesteiro, como fantasma del Museo del Prado, aparece en la novela El Maestro del Prado y las pinturas proféticas (Planeta, 2013) de Javier Sierra Albert.

## Obras
- Flores para la soledad, seis melodías para canto e piano, 1871.
- Versos, 1874.
- Galería de Gallegos Ilustres, 5 tomos: Poetas de la Edad Media, Guerreros, Marinos, Príncipes y Diplomáticos y Artistas, 1874.[10]
- Rimas de D. Rodrigo de Moscoso y Osorio, vizconde de Altamira. Siglos XV a XVI, 1875.

Póstumas
- Monografías de Vigo, 1878.[11]
- Galería de Gallegos Ilustres. Apéndice, 1879.
- Páginas sueltas, 1892, publicado por Emilia Calé.
- Poesías, 1896, na Biblioteca Gallega de Martínez Salazar.
- Recuerdos de Galicia, 1896, con prólogo de V. Novo y García.[7]